# Tour du Qatar 2011
Le 10e Tour du Qatar, qui fait partie de l'UCI Asia Tour 2011, s'est déroulé du 6 au 11 février 2011. L'Australien Mark Renshaw (HTC-Highroad), vainqueur d'une étape, remporte le classement général de cette édition, devant son compatriote Heinrich Haussler (Garmin-Cervélo), vainqueur de deux étapes et du classement par points, et l'Italien Daniele Bennati (Leopard-Trek).

## Présentation

### Parcours
Ce Tour du Qatar est composé d'un prologue de 2 kilomètres et de 5 étapes en lignes toutes plates, mais propices aux bordures.

### Participants
Liste de départ complète

#### Les équipes
Les 16 équipes participantes sont :
- 10 équipes World Tour : Astana, BMC Racing, Garmin-Cervélo, HTC-Highroad, Quick Step, Sky, Lampre-ISD, Katusha, Rabobank, Leopard-Trek
- 5 équipes continentales professionnelles : FDJ, Topsport Vlaanderen-Mercator, Skil-Shimano, Geox-TMC, Farnese Vini-Neri Sottoli
- 1 équipe continentale : An Post-Sean Kelly

#### Favoris
Tom Boonen (Quick Step), vainqueur en 2006, 2008 et 2009, aura fort à faire pour inscrire une 4e fois son nom au palmarès, avec la présence des 2 premiers du classement par points du dernier Tour de France, Alessandro Petacchi (Lampre-ISD) et Mark Cavendish (HTC-Highroad). Mais, Daniele Bennati, Stuart O'Grady (Leopard-Trek), Kenny van Hummel (Skil-Shimano), Graeme Brown (Rabobank), Alexander Kristoff, Greg Van Avermaet (BMC Racing), Tomas Vaitkus (Astana), William Bonnet (FDJ) et le néo-pro Andrea Guardini (Farnese Vini-Neri Sottoli), quintuple vainqueur d'étape sur le Tour de Langkawi, ne seront pas à sous-estimer en cas de sprint massif.
Plusieurs spécialistes du contre-le-montre, tels que Fabian Cancellara (Leopard-Trek), Bradley Wiggins, Alex Dowsett (Sky) et Lars Boom (Rabobank), feront le déplacement.
De nombreux coureurs feront le déplacement en vue des classiques. On retrouvera ainsi Filippo Pozzato (Katusha), Juan Antonio Flecha (Sky), Heinrich Haussler, Roger Hammond, Johan Vansummeren (Garmin-Cervélo), Marcus Burghardt, Karsten Kroon (BMC Racing) et Yoann Offredo (FDJ).

## Les étapes
| Étape     | Date       | Villes étapes                        | km      | Vainqueur d’étape | Leader du classement général |
| --------- | ---------- | ------------------------------------ | ------- | ----------------- | ---------------------------- |
| Prologue  | 6 février  | Cultural Village – Cultural Village  | 2 (CLM) | Lars Boom         | Lars Boom                    |
| 1re étape | 7 février  | Dukhan – Al Khor Corniche            | 145,5   | Tom Boonen        | Tom Boonen                   |
| 2e étape  | 8 février  | Camel Race Track – Doha Golf Club    | 135,5   | Heinrich Haussler | Tom Boonen                   |
| 3e étape  | 9 février  | Al Wakra – Mesaieed                  | 150,5   | Heinrich Haussler | Heinrich Haussler            |
| 4e étape  | 10 février | West Bay Lagoon – Al Kharaitiyat     | 153,5   | Mark Renshaw      | Mark Renshaw                 |
| 5e étape  | 11 février | Sealine Beach Resort – Doha Corniche | 126,5   | Andrea Guardini   | Mark Renshaw                 |

## Récit de la course

### Prologue
Lars Boom (Rabobank) remporte ce prologue, s'emparant du même coup de la tête du classement général. Tom Boonen (Quick Step) est septième, à 6 secondes,.
|   | Coureur             | Pays        | Équipe       |    | Temps      |
| - | ------------------- | ----------- | ------------ | -- | ---------- |
| 1 | Lars Boom           | Pays-Bas    | Rabobank     | en | 3 min 07 s |
| 2 | Fabian Cancellara   | Suisse      | Leopard-Trek | +  | 4 s        |
| 3 | Tom Veelers         | Pays-Bas    | Skil-Shimano |    | 5 s        |
| 4 | Juan Antonio Flecha | Espagne     | Sky          |    | 5 s        |
| 5 | Alex Dowsett        | Royaume-Uni | Sky          |    | 6 s        |

|   | Coureur             | Pays        | Équipe       |    | Temps      |
| - | ------------------- | ----------- | ------------ | -- | ---------- |
| 1 | Lars Boom           | Pays-Bas    | Rabobank}    | en | 3 min 07 s |
| 2 | Fabian Cancellara   | Suisse      | Leopard-Trek | +  | 4 s        |
| 3 | Tom Veelers         | Pays-Bas    | Skil-Shimano |    | 5 s        |
| 4 | Juan Antonio Flecha | Espagne     | Sky          |    | 5 s        |
| 5 | Alex Dowsett        | Royaume-Uni | Sky          |    | 6 s        |

### 1reétape
Dès le départ, sous l'effet d'un rythme très rapide et d'un vent de côté puissant, le peloton se scinde en plusieurs groupes, avec dans le premier une vingtaine d'éléments, dont les principaux favoris, rejoints bientôt par une trentaine de coureurs. Au km 30, une nouvelle bordure a lieu. Heinrich Haussler, Roger Hammond, Andreas Klier, Gabriel Rasch, Johan Vansummeren (Garmin-Cervélo), Tom Boonen, Nikolas Maes, Gert Steegmans (Quick Step), Fabian Cancellara, Daniele Bennati, Stuart O'Grady (Leopard-Trek), Bernhard Eisel, Mark Renshaw (HTC-Highroad), Juan Antonio Flecha, Jeremy Hunt (Sky), Lars Boom, le maillot or, Graeme Brown (Rabobank), Marcus Burghardt (BMC Racing) et Dominique Rollin (FDJ) figurent dans le groupe de tête. Le premier sprint intermédiaire (km 56) est remporté par Renshaw, devant Boom et Bennati. L'écart avec un 2e groupe, où figurent notamment Mark Cavendish (HTC-Highroad) et le maillot bleu, Alex Dowsett (Sky), est alors d'un peu plus d'une minute.
Le peloton va alors revenir à 40 secondes au km 73, puis lâche brutalement du terrain, puisqu'il pointe déjà à 2 minutes 20 s au km 79. À l'entrée de la zone de ravitaillement, le maillot or, victime de maux d’estomac, est contraint de s’arrêter. Lors qu'il repart, il est repris. Le retard du groupe maillot or est de 2 minutes 45 s au deuxième sprint intermédiaire, remporté Steegmans, devant Renshaw et Haussler. À 25 km de l'arrivée, il passe à 3 minutes.
À deux kilomètres du but, Andreas Klier attaque, mais n'empêche pas un sprint au sein du groupe de tête pour la victoire d'étape. Profitant du bon travail de son coéquipier Nikolas Maes, Tom Boonen lance le sprint à 250 mètres de la ligne, et s'impose ainsi pour le 18e fois sur le Tour du Qatar, devançant Heinrich Haussler et Mark Renshaw. Il s'empare également de la tête du classement général, avec 4 secondes d'avance sur Renshaw et 8 secondes sur Fabian Cancellara, et du maillot argent. Le groupe maillot or, composé de 23 coureurs, termine avec 5 minutes 1 seconde de retard. Maes prend la tête du classement du meilleur jeune et le Leopard-Trek de celui par équipe.
|   | Coureur           | Pays      | Équipe         |    | Temps           |
| - | ----------------- | --------- | -------------- | -- | --------------- |
| 1 | Tom Boonen        | Belgique  | Quick Step     | en | 2 h 59 min 29 s |
| 2 | Heinrich Haussler | Australie | Garmin-Cervélo | +  | m.t             |
| 3 | Mark Renshaw      | Australie | HTC-Highroad   |    | m.t             |
| 4 | Daniele Bennati   | Italie    | Leopard-Trek   |    | m.t             |
| 5 | Graeme Brown      | Australie | Rabobank       |    | m.t             |

|   | Coureur             | Pays      | Équipe         |    | Temps           |
| - | ------------------- | --------- | -------------- | -- | --------------- |
| 1 | Tom Boonen          | Belgique  | Quick Step     | en | 3 h 02 min 32 s |
| 2 | Mark Renshaw        | Australie | HTC-Highroad   | +  | 4 s             |
| 3 | Fabian Cancellara   | Suisse    | Leopard-Trek   |    | 8 s             |
| 4 | Juan Antonio Flecha | Espagne   | Sky            |    | 9 s             |
| 5 | Heinrich Haussler   | Australie | Garmin-Cervélo |    | 11 s            |

### 2eétape
Au km 7, Mikhail Ignatyev (Katusha) et Giovanni Visconti (Farnese Vini-Neri Sottoli) s'échappent, rejoints ensuite par Jan Ghyselinck (HTC-Highroad), Manuel Quinziato (BMC Racing) et Niko Eeckhout (An Post-Sean Kelly). Ces 5 coureurs ont 55 secondes d'avance au km 9 et 2 min 35 s au km 11,5. Ils prennent jusqu'à 6 minutes d'avance, au km 25, avant que l'écart ne commence à chuter, ce dernier étant de 5 min 30 s au premier sprint intermédiaire (km 39), remporté par Quinziato devant Ghyselinck et Eeckhout.
Les FDJ et les Garmin-Cervélo vont alors enclencher la poursuite. Au deuxième sprint intermédiaire (km 97,5), remporté par Ghyselinck devant Quinziato et Visconti, l'écart a descendu à 3 min 35 s. Il n'est d'ailleurs plus que de 2 min 05 s à 25 km de l'arrivée et d'une minute 5 km plus loin. Visconti chute à 13 km de la ligne, puis ses compagnons de fuite sont repris au km 126, soit à 8 km de l'arrivée.
Les Rabobank, les Sky, puis les Leopard-Trek vont alors prendre les commandes du peloton. Daniele Bennati, malgré le gros travail de son équipe, est battu par Heinrich Haussler (Garmin-Cervélo), qui s'empare du même coup du maillot argent. Denis Galimzyanov (Katusha) est troisième. Tom Boonen (Quick Step), sixième de l'étape, conserve la tête du classement général, une seconde devant le vainqueur du jour et 4 devant Mark Renshaw (HTC-Highroad).
|   | Coureur           | Pays      | Équipe         |    | Temps           |
| - | ----------------- | --------- | -------------- | -- | --------------- |
| 1 | Heinrich Haussler | Australie | Garmin-Cervélo | en | 3 h 04 min 03 s |
| 2 | Daniele Bennati   | Italie    | Leopard-Trek   | +  | m.t             |
| 3 | Denis Galimzyanov | Russie    | Katusha        |    | m.t             |
| 4 | Theo Bos          | Pays-Bas  | Rabobank       |    | m.t             |
| 5 | Roger Kluge       | Allemagne | Skil-Shimano   |    | m.t             |

|   | Coureur             | Pays      | Équipe         |    | Temps           |
| - | ------------------- | --------- | -------------- | -- | --------------- |
| 1 | Tom Boonen          | Belgique  | Quick Step     | en | 6 h 06 min 35 s |
| 2 | Heinrich Haussler   | Australie | Garmin-Cervélo | +  | 1 s             |
| 3 | Mark Renshaw        | Australie | HTC-Highroad   |    | 4 s             |
| 4 | Fabian Cancellara   | Suisse    | Leopard-Trek   |    | 8 s             |
| 5 | Juan Antonio Flecha | Espagne   | Sky            |    | 9 s             |

### 3eétape
Dès le départ, le peloton se scinde en plusieurs groupes, mais se reforme après une vingtaine de kilomètres. Au km 36, Ronan van Zandbeek (Skil-Shimano), Russell Downing (Sky), Stijn Neirynck (Topsport Vlaanderen-Mercator), Alexander Kristoff (BMC Racing), Tanel Kangert (Astana) et Andrew Fenn (An Post-Sean Kelly) s'échappent. Le peloton ne réagit pas, et l'écart, qui est déjà de 3 minutes 15 secondes au km 38, atteint un maximum de 12 minutes 15 secondes, au km 43. Puis, le peloton va enclencher la poursuite, et au 1er sprint intermédiaire (km 52), remporté par Downing devant Kristoff et Van Zandbeek, les 6 hommes de tête n'ont plus que 10 minutes d'avance.
Le peloton va alors exploser. Si les porteurs des 3 maillots distinctifs sont dans le premier groupe, Fabian Cancellara (Leopard-Trek), Mark Cavendish (HTC-Highroad) et Theo Bos (Rabobank), notamment, se retrouvent piégés. Les échappés ne résistent pas à cette passe d'armes, et sont repris au km 100, tandis que le groupe Cavendish-Bos parvient à recoller. Cancellara et une cinquantaine de coureurs sont irrémédiablement distancés. Cinq kilomètres plus loin, 10 coureurs s'extirpent du peloton, mais l'entreprise échoue rapidement.
À un peu plus de 40 km de l'arrivée, Tom Boonen (Quick Step), le maillot or, est victime d'une crevaison, devant laisser partir un groupe d'une trentaine de coureurs. Mark Renshaw, qui revient ainsi à la hauteur d'Haussler au classement général, et Bernhard Eisel (HTC-Highroad) en profitent pour signer un doublé au deuxième sprint intermédiaire (km 115), y devançant Danilo Hondo (Lampre-ISD). Boonen pointe alors à 55 secondes. Le maillot or accuse un retard d'une minute et 40 secondes à 15 km du but, pendant que Cavendish est lâché 2 km plus loin, craquant sous le rythme élevé imprimé par les Garmin-Cervélo et les Sky.
À moins de 5 km de la ligne, Simon Clarke (Astana) attaque, mais est repris juste après la flamme rouge. La victoire d'étape se joue donc au sprint. Heinrich Haussler (Garmin-Cervélo) s'impose, s'emparant du même coup du maillot or et confortant son maillot argent, devant Mark Renshaw et Daniele Bennati (Leopard-Trek), qu'il devance au classement général de respectivement 4 et 15 secondes. Tom Boonen termine finalement 46e de l'étape à 3 min 02 s, descendant à la 14e place au général à 3 min 11 s. Le grand perdant est Fabian Cancellara, qui termine cette étape en 102e position à 32 min 50 s, dégringolant du même coup à la 54e place à 33 min 07 s.
|   | Coureur           | Pays      | Équipe         |    | Temps           |
| - | ----------------- | --------- | -------------- | -- | --------------- |
| 1 | Heinrich Haussler | Australie | Garmin-Cervélo | en | 3 h 28 min 04 s |
| 2 | Mark Renshaw      | Australie | HTC-Highroad   | +  | m.t             |
| 3 | Daniele Bennati   | Italie    | Leopard-Trek   |    | m.t             |
| 4 | Dominique Rollin  | Canada    | FDJ            |    | m.t             |
| 5 | Lars Boom         | Pays-Bas  | Rabobank       |    | m.t             |

|   | Coureur             | Pays        | Équipe         |    | Temps           |
| - | ------------------- | ----------- | -------------- | -- | --------------- |
| 1 | Heinrich Haussler   | Australie   | Garmin-Cervélo | en | 9 h 34 min 30 s |
| 2 | Mark Renshaw        | Australie   | HTC-Highroad   | +  | 4 s             |
| 3 | Daniele Bennati     | Italie      | Leopard-Trek   |    | 15 s            |
| 4 | Juan Antonio Flecha | Espagne     | Sky            |    | 18 s            |
| 5 | Jeremy Hunt         | Royaume-Uni | Sky            |    | 28 s            |

### 4eétape
Au km 8, Fréderique Robert (Quick Step), Gatis Smukulis (HTC-Highroad), Grega Bole (Lampre-ISD), Tom Veelers (Skil-Shimano), John Murphy (BMC Racing), Anthony Geslin (FDJ), Tomas Vaitkus (Astana), Xavier Florencio (Geox-TMC), Giovanni Visconti (Farnese Vini-Neri Sottoli), Niko Eeckhout et Andrew Fenn (An Post-Sean Kelly) s'échappent. Ils parviennent à prendre jusqu'à 1 min d'avance, au km 25. Au 1er sprint intermédiaire (km 36,5), remporté par Florencio devant Fenn et Vaitkus, ils n'ont plus que 15 s d'avance, et sont repris quelques km loin. Au km 45, 20 coureurs, dont Gert Steegmans (Quick Step), Danilo Hondo (Lampre-ISD), Wouter Weylandt (Leopard-Trek), Gabriel Rasch (Garmin-Cervélo), Marcus Burghardt (BMC Racing), Vaitkus et Visconti sortent du peloton. Ils prennent 1 min 15 s au km 50 et 2 min au km 68.
Les FDJ et les Sky enclenchent alors la poursuite. Au 2e sprint intermédiaire (km 120,5), remporté par Rasch devant Steegmans et Hondo, les hommes de tête n'ont plus que 40 s sur le groupe maillot or, qui commence à perdre des coureurs. Les échappés sont finalement repris à moins de 20 km de l'arrivée. Fabian Cancellara (Leopard-Trek) et Mark Cavendish (HTC-Highroad), notamment, sont lâchés, laissant un groupe maillot or composé d'une trentaine d'unités. Au km 140, Maarten Tjallingii (Rabobank) attaque, mais, malgré ses 20 s d'avance à 10 km de l'arrivée, il est repris.
La victoire se joue donc au sprint, mais entre une petite vingtaine d'éléments, rythme très élevé imprimé par les Sky et les Leopard-Trek oblige. C'est finalement Mark Renshaw (HTC-Highroad) qui s'impose, et ce pour la première fois sur le Tour du Qatar, devant Daniele Bennati (Leopard-Trek) et Tom Boonen (Quick Step). L'Australien s'empare également du maillot or, devançant au général Heinrich Haussler (Garmin-Cervélo), qui conserve le maillot argent, de 06 s et Bennati de 15 s.
|   | Coureur           | Pays      | Équipe         |    | Temps           |
| - | ----------------- | --------- | -------------- | -- | --------------- |
| 1 | Mark Renshaw      | Australie | HTC-Highroad   | en | 3 h 12 min 36 s |
| 2 | Daniele Bennati   | Italie    | Leopard-Trek   | +  | m.t             |
| 3 | Tom Boonen        | Belgique  | Quick Step     |    | m.t             |
| 4 | Heinrich Haussler | Australie | Garmin-Cervélo |    | m.t             |
| 5 | Denis Galimzyanov | Russie    | Katusha        |    | m.t             |

|   | Coureur             | Pays        | Équipe         |    | Temps            |
| - | ------------------- | ----------- | -------------- | -- | ---------------- |
| 1 | Mark Renshaw        | Australie   | HTC-Highroad   | en | 12 h 47 min 00 s |
| 2 | Heinrich Haussler   | Australie   | Garmin-Cervélo | +  | 6 s              |
| 3 | Daniele Bennati     | Italie      | Leopard-Trek   |    | 15 s             |
| 4 | Juan Antonio Flecha | Espagne     | Sky            |    | 24 s             |
| 5 | Roger Hammond       | Royaume-Uni | Garmin-Cervélo |    | 36 s             |

### 5eétape
Au km 10, Greg Van Avermaet (BMC Racing) et Gediminas Bagdonas (An Post-Sean Kelly) s'échappent. Ils prennent rapidement le large, puisque l'écart, qui est déjà de 50 secondes au km 12, grimpe jusqu'à 5 min 30 s, au km 25. Le premier sprint intermédiaire (km 43,5) est remporté par Van Avermaet devant Bagdonas, tandis que le maillot or Mark Renshaw (HTC-Highroad) prend la troisième place. Le peloton pointe alors à 5 min 15 s.
Le duo de tête entâme les neuf tours du circuit final avec 3 min 50 s d'avance. Lors du deuxième sprint intermédiaire, remporté par Bagdonas devant Van Avermaet, le maillot or prend une nouvelle fois la 3e place et devance alors au général Heinrich Haussler (Garmin-Cervélo) de 8 secondes. Bien que possédant 48 secondes d'avance à deux tours de l’arrivée, les échappés repris au km 120, soit au début du dernier tour.
Les Garmin-Cervélo, les Rabobank, puis les Quick Step prennent alors les rênes du peloton. Francesco Chicchi (Quick Step) lance le sprint, mais est battu par le néo-professionnel Andrea Guardini (Farnese Vini-Neri Sottoli), quintuple vainqueur d'étape sur le Tour de Langkawi. Theo Bos (Rabobank) est troisième. Mark Renshaw remporte donc ce Tour du Qatar 2011, avec 8 secondes d'avance sur Heinrich Haussler, qui remporte le classement par points, et 17 secondes sur Daniele Bennati (Leopard-Trek). Nikolas Maes (Quick Step) et les Garmin-Cervélo remportent les classements du meilleur jeune et de la meilleure équipe (avec trois membres parmi les dix premiers du classement général).
|   | Coureur           | Pays      | Équipe                    |    | Temps           |
| - | ----------------- | --------- | ------------------------- | -- | --------------- |
| 1 | Andrea Guardini   | Italie    | Farnese Vini-Neri Sottoli | en | 2 h 44 min 06 s |
| 2 | Francesco Chicchi | Italie    | Quick Step                | +  | m.t             |
| 3 | Theo Bos          | Pays-Bas  | Rabobank                  |    | m.t             |
| 4 | Dominique Rollin  | Canada    | FDJ                       |    | m.t             |
| 5 | Roger Kluge       | Allemagne | Skil-Shimano              |    | m.t             |

|   | Coureur             | Pays        | Équipe         |    | Temps            |
| - | ------------------- | ----------- | -------------- | -- | ---------------- |
| 1 | Mark Renshaw        | Australie   | HTC-Highroad   | en | 15 h 31 min 04 s |
| 2 | Heinrich Haussler   | Australie   | Garmin-Cervélo | +  | 8 s              |
| 3 | Daniele Bennati     | Italie      | Leopard-Trek   |    | 17 s             |
| 4 | Juan Antonio Flecha | Espagne     | Sky            |    | 26 s             |
| 5 | Roger Hammond       | Royaume-Uni | Garmin-Cervélo |    | 38 s             |

## Classements finals

### Classement général
|    | Cycliste            | Pays        | Équipe         |    | Temps            |
| -- | ------------------- | ----------- | -------------- | -- | ---------------- |
| 1  | Mark Renshaw        | Australie   | HTC-Highroad   | en | 15 h 31 min 04 s |
| 2  | Heinrich Haussler   | Australie   | Garmin-Cervélo | +  | 8 s              |
| 3  | Daniele Bennati     | Italie      | Leopard-Trek   |    | 17 s             |
| 4  | Juan Antonio Flecha | Espagne     | Sky            |    | 26 s             |
| 5  | Roger Hammond       | Royaume-Uni | Garmin-Cervélo |    | 38 s             |
| 6  | Jeremy Hunt         | Royaume-Uni | Sky            |    | 39 s             |
| 7  | Gabriel Rasch       | Norvège     | Garmin-Cervélo |    | 42 s             |
| 8  | Bernhard Eisel      | Autriche    | HTC-Highroad   |    | 1 min 05 s       |
| 9  | Marcus Burghardt    | Allemagne   | BMC Racing     |    | 1 min 33 s       |
| 10 | Gert Steegmans      | Belgique    | Quick Step     |    | 1 min 35 s       |

### Classements annexes

#### Classement par points
|   | Cycliste          | Équipe         | Points |
| - | ----------------- | -------------- | ------ |
| 1 | Heinrich Haussler | Garmin-Cervélo | 52     |
| 2 | Mark Renshaw      | HTC-Highroad   | 46     |
| 3 | Daniele Bennati   | Leopard-Trek   | 41     |

#### Classement du meilleur jeune
|   | Cycliste          | Équipe       | Temps               |
| - | ----------------- | ------------ | ------------------- |
| 1 | Nikolas Maes      | Quick Step   | en 15 h 33 min 00 s |
| 2 | Roger Kluge       | Skil-Shimano | + 3 min 40 s        |
| 3 | Denis Galimzyanov | Katusha      | + 4 min 04 s        |

#### Classement par équipes
|   | Équipe         | Pays       | Temps               |
| - | -------------- | ---------- | ------------------- |
| 1 | Garmin-Cervélo | États-Unis | en 46 h 34 min 58 s |
| 2 | Leopard-Trek   | Luxembourg | + 56 s              |
| 3 | Quick Step     | Belgique   | + 4 min 53 s        |

## Évolutions des classements
| Étape            | Vainqueur         | Classement général | Classement par points | Classement du meilleur jeune | Classement par équipes |
| ---------------- | ----------------- | ------------------ | --------------------- | ---------------------------- | ---------------------- |
| P                | Lars Boom         | Lars Boom          | Lars Boom             | Alex Dowsett                 | Rabobank               |
| 1                | Tom Boonen        | Tom Boonen         | Tom Boonen            | Nikolas Maes                 | Leopard-Trek           |
| 2                | Heinrich Haussler | Tom Boonen         | Heinrich Haussler     | Nikolas Maes                 | Leopard-Trek           |
| 3                | Heinrich Haussler | Heinrich Haussler  | Heinrich Haussler     | Nikolas Maes                 | Garmin-Cervélo         |
| 4                | Mark Renshaw      | Mark Renshaw       | Heinrich Haussler     | Nikolas Maes                 | Garmin-Cervélo         |
| 5                | Andrea Guardini   | Mark Renshaw       | Heinrich Haussler     | Nikolas Maes                 | Garmin-Cervélo         |
| Classement final | Classement final  | Mark Renshaw       | Heinrich Haussler     | Nikolas Maes                 | Garmin-Cervélo         |